# Lijst van bezienswaardigheden in Berlijn

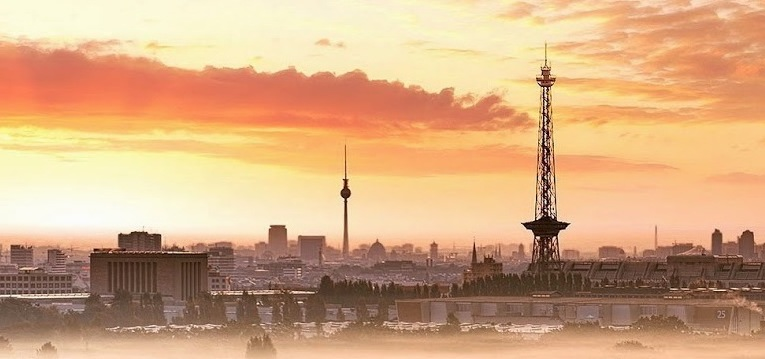
Panorama van Berlijn

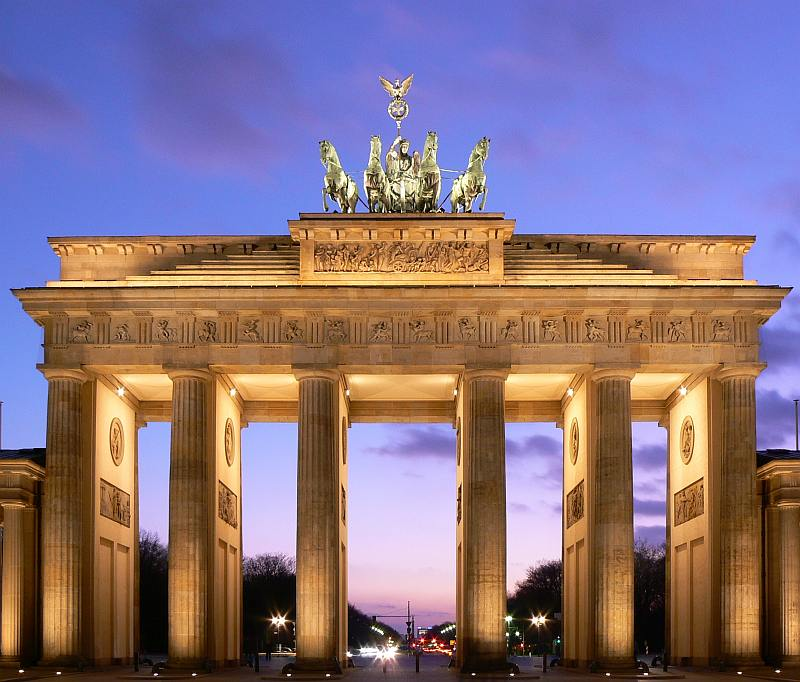
Brandenburger Tor

Hieronder staat een lijst van bezienswaardigheden in Berlijn.
De stad Berlijn groeide uit vanuit het oude centrum, bestaande uit het Nikolaiviertel en de voormalige stad Cölln, die beiden zijn gelegen aan de rivier de Spree. De stad breidde uit met nieuwe gebieden zoals Dorotheenstadt en Friedrichstadt, die nu beiden buurten zijn. In 1920 werd de regio Groot-Berlijn gevormd, waarin voormalig onafhankelijke dorpen en gemeenten werden opgenomen zoals Spandau, Charlottenburg en Köpenick.
Tegenwoordig strekt het stedelijk gebied zich ook uit tot in delen van deelstaat Brandenburg en de stad Potsdam. De gedecentraliseerde ontwikkeling van de stad heeft geleid tot vele bezienswaardigheden, niet enkel in het centrum maar ook in de buitenwijken. Voor verschillende redenen zijn de bekendste bezienswaardigheden in de stad de Brandenburger Tor en de Fernsehturm, het hoogste gebouw van de stad.

## Musea

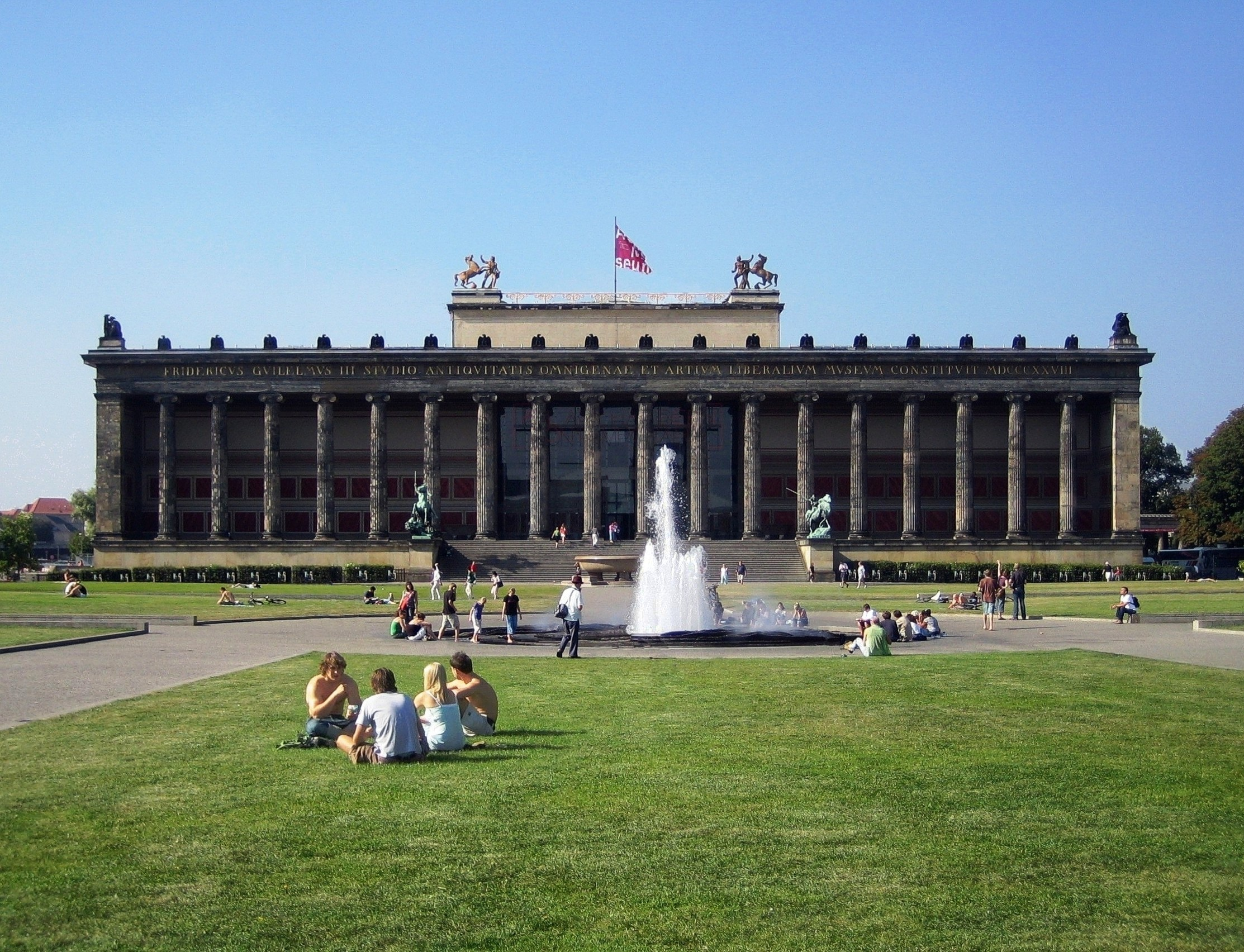
Het Altes Museum

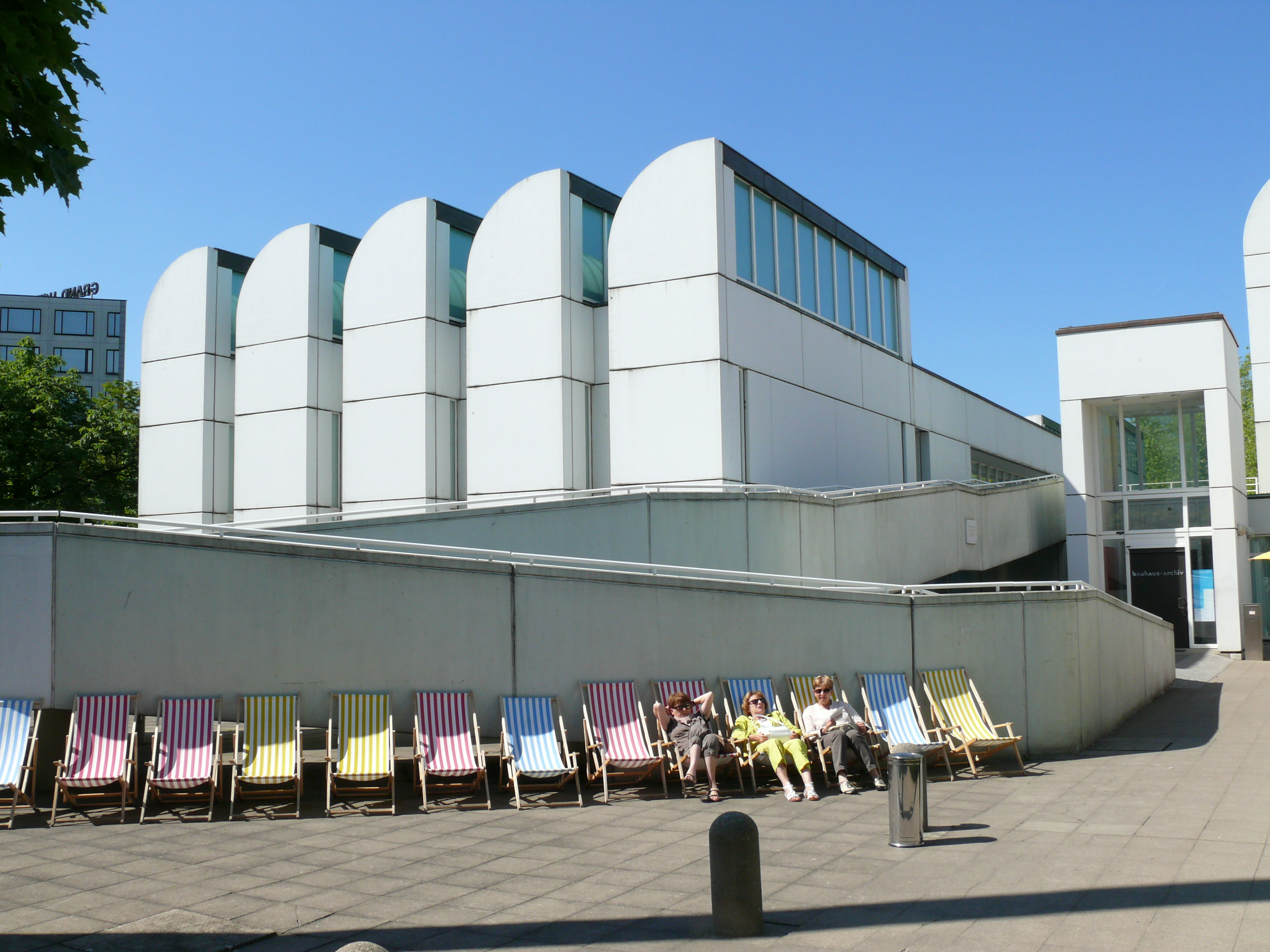
Bauhaus-Archiv

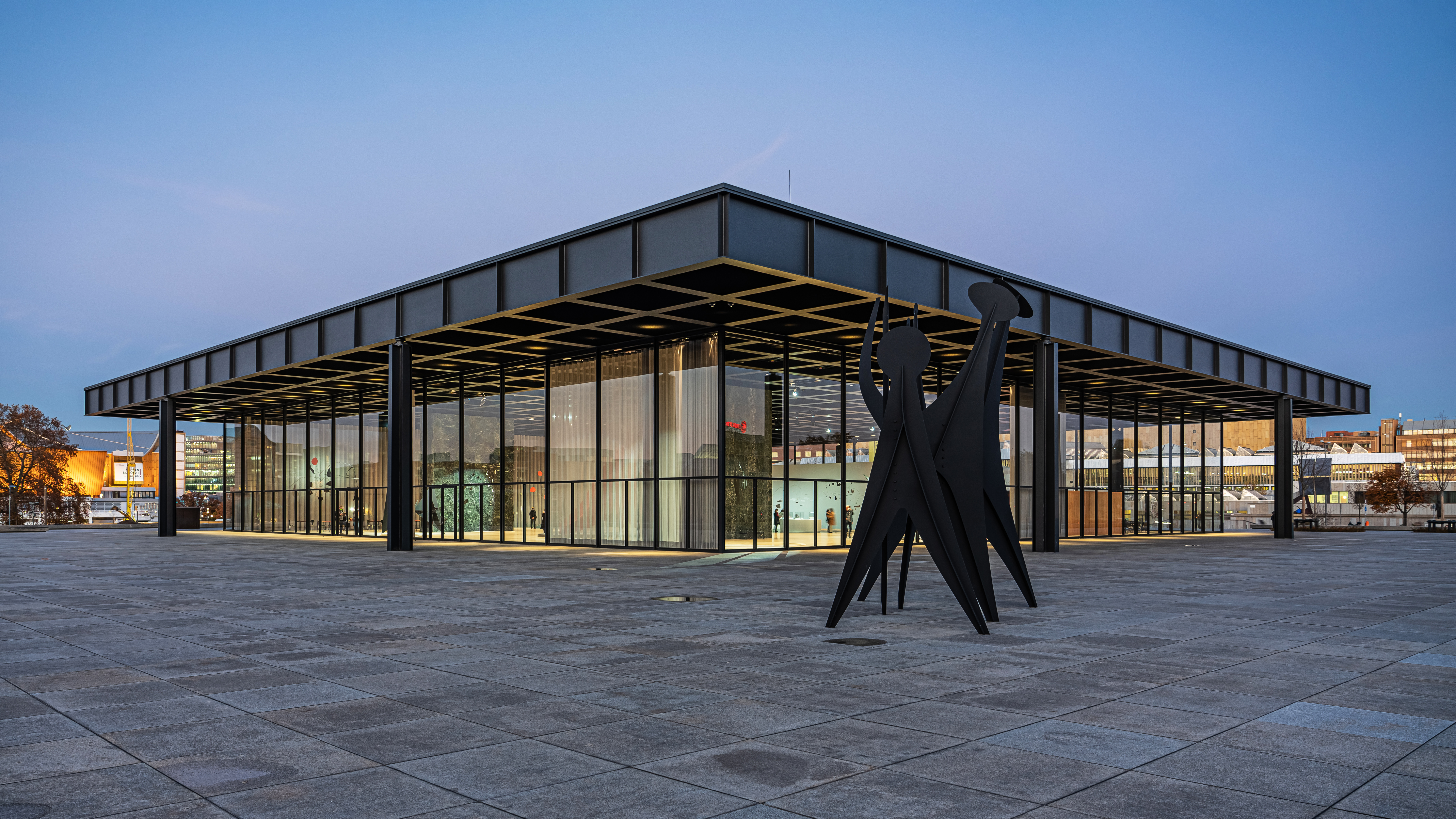
Neue Nationalgalerie

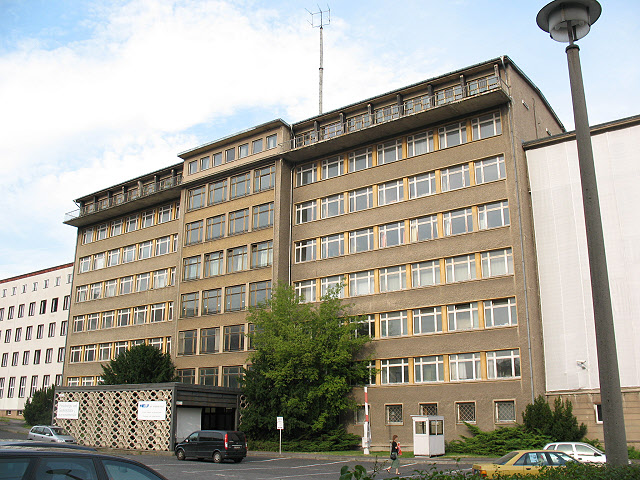
Stasi-Museum

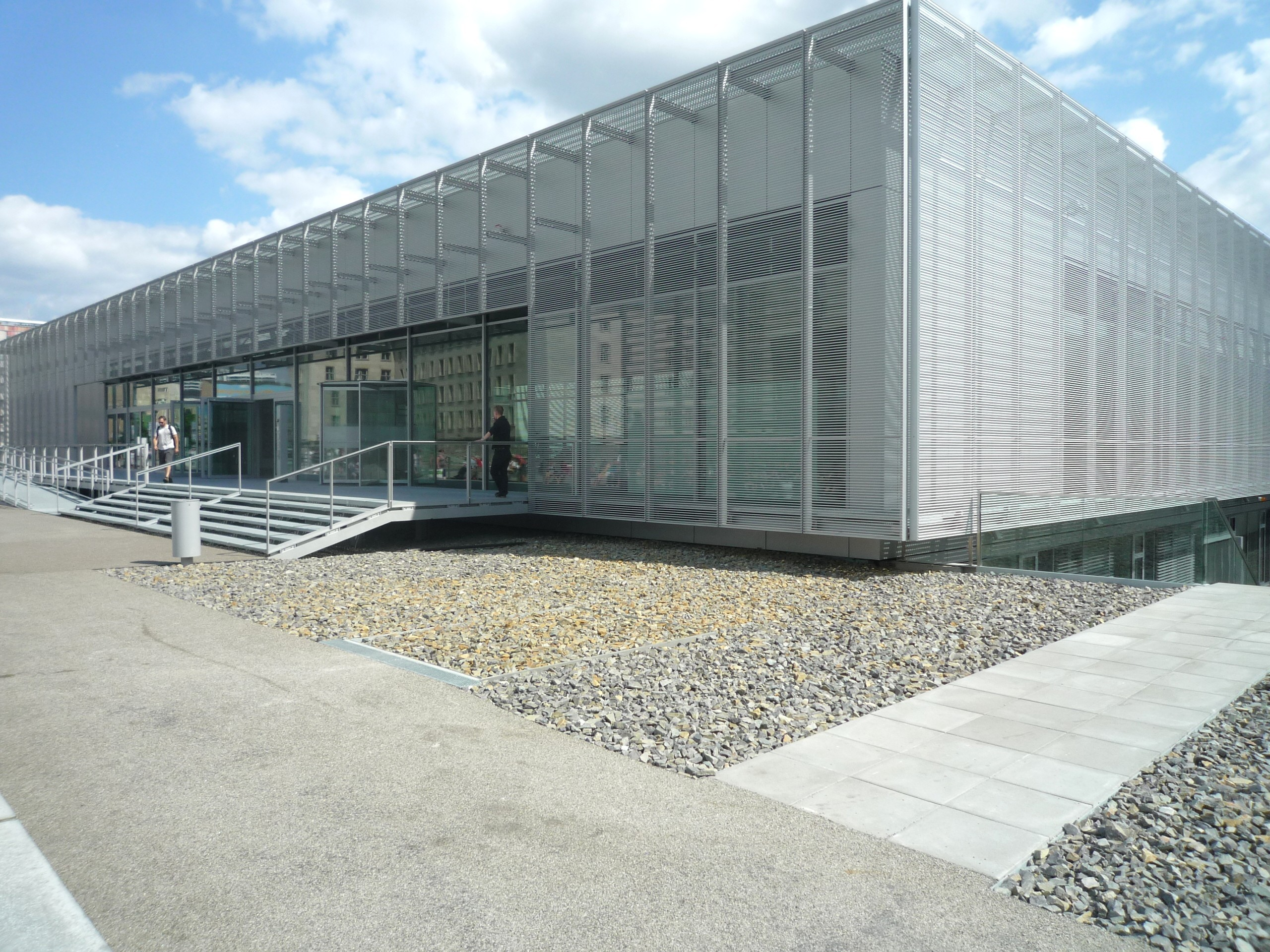
Topographie des Terrors

- Ägyptisches Museum Berlin, museum met Oud-Egyptische kunst
- Altes Museum, archeologiemuseum
- Anne Frank Zentrum, museum over Anne Frank en Duitse partner van het Anne Frank Huis in Amsterdam
- Bauhaus-Archiv, museum over de invloedrijke Duitse school Bauhaus met kunst, fotografie en architectuur
- Berlinische Galerie, museum voor moderne kunst, fotografie en architectuur
- Botanischer Garten Berlin, een van grootste en belangrijkste botanische tuinen ter wereld
- Brücke-Museum, museum over de beeldende kunstbeweging Die Brücke
- Computerspielemuseum Berlin, museum over de culturele historie van computerspellen en gaming
- DDR Museum, museum over het dagelijks leven in de Duitse Democratische Republiek
- Deutsches Historisches Museum, museum over de Duitse en Europese geschiedenis
- Deutsches Technikmuseum Berlin, technologisch museum over o.a. auto's, vliegtuigen, treinen, wetenschappelijke instrumenten, motoren en ruimtevaart
- Filmmuseum Berlin, museum over de Duitse film met een omvangrijke boeken- en tijdschriftenverzameling
- Gedenkstätte Berlin-Hohenschönhausen, museum in voormalige stasigevangenis
- Hamburger Bahnhof - Museum für Gegenwart, museum over hedendaagse kunst in het voormalige treinstation Hamburger Bahnhof
- Haus der Kulturen der Welt, nationaal expositiecentrum voor niet-Europese moderne kunst
- Humboldt Forum
- Jüdisches Museum Berlin, grootste Joodse museum in Europa
- Kunstgewerbemuseum, museum voor toegepaste kunst
- Madame Tussauds, wassenbeeldenmuseum, vergelijkbaar met Madame Tussauds in o.a. Amsterdam
- Märkisches Museum, geschiedenismuseum over de stad Berlijn
- Martin-Gropius-Bau, onder andere in gebruik als museum voor toegepaste kunst
- Museum Europäischer Kulturen
- Museum Berggruen, museum waar de collectie Berggruen wordt getoond als deel van de Nationalgalerie
- Museum für Fotografie, fotografie museum met onder andere de fotocollectie van Helmut Newton
- Museum für Kommunikation (Berlijn), museum over communicatie
- Museum für Naturkunde, natuurhistorisch museum met 's werelds grootste dinosaurusskelet
- Museum für Vor- und Frühgeschichte, archeologiemuseum met replica's van de Schat van Troje
- Museum Haus am Checkpoint Charlie (ook wel Mauermuseum) over de geschiedenis van de Berlijnse Muur en de Koude Oorlog
- Muziekinstrumentenmuseum, museum met een collectie van 3500 muziekinstrumenten van de 16e eeuw tot heden
- Neue Nationalgalerie, museum voor klassieke en moderne kunst van de twintigste eeuw
- Pergamonmuseum, archeologiemuseum met Assyrische, Babylonische en Perzische kunstwerken en een Islamitische kunstafdeling
- Piano Salon Christophori, museum gewijd aan concertvleugels genoemd naar muziekinstrumentenbouwer Bartolomeo Cristofori
- Ramones-Museum, museum gewijd aan de punkband Ramones
- Stasi-Museum, museum gevestigd in voormalig hoofdkantoor van de Stasi met permanente exposities over het ontstaan en functioneren van de overheidsdienst
- Topographie des Terrors, documentatiecentrum over nazi-misdaden op de voormalige plaats van het Gestapohoofdkwartier
- Zuckermuseum, oudste museum in zijn soort over de Duitse suikerindustrie

## Kerken
- Andreaskerk, kerk in Wannsee

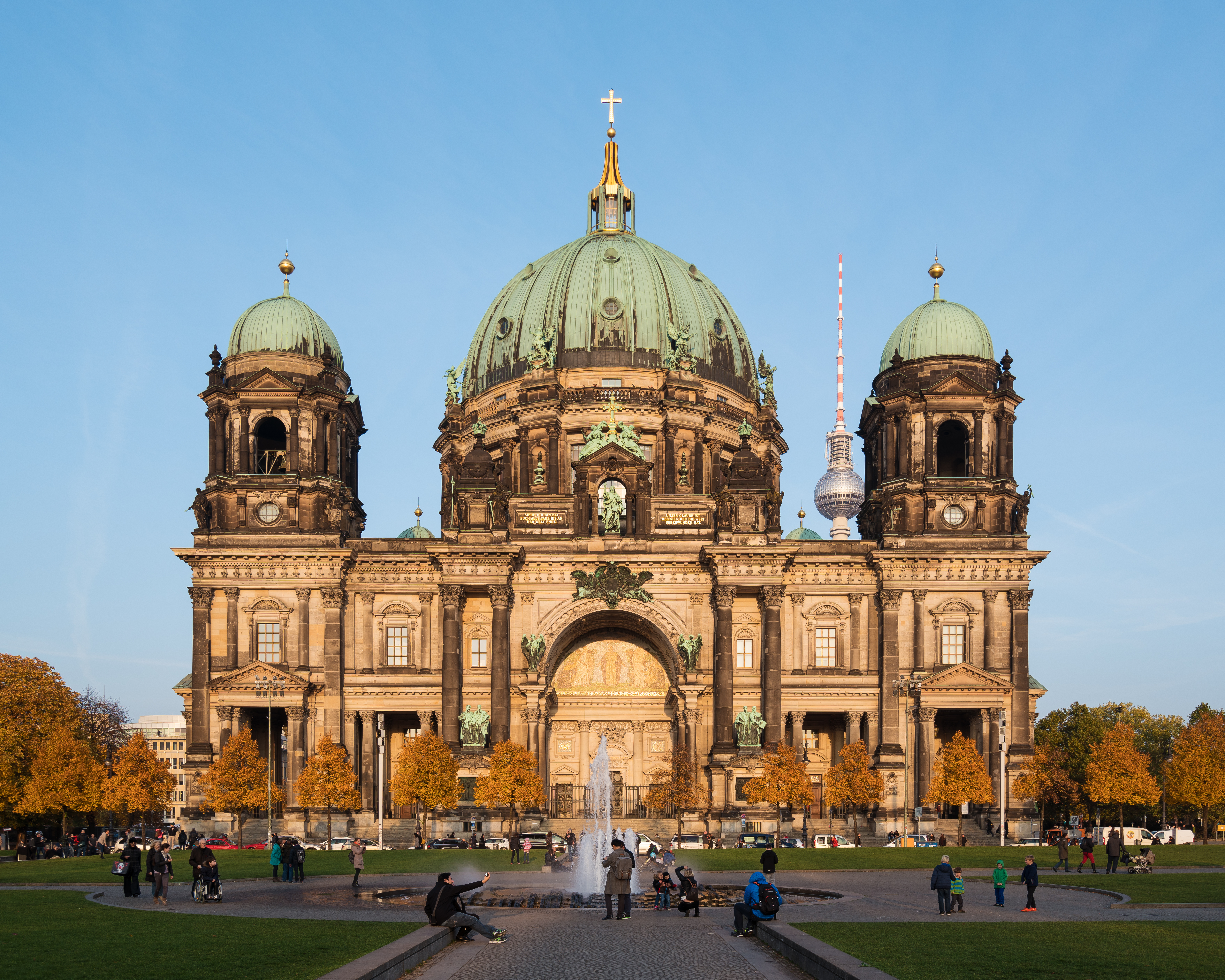
Dom van Berlijn

Französischer Dom

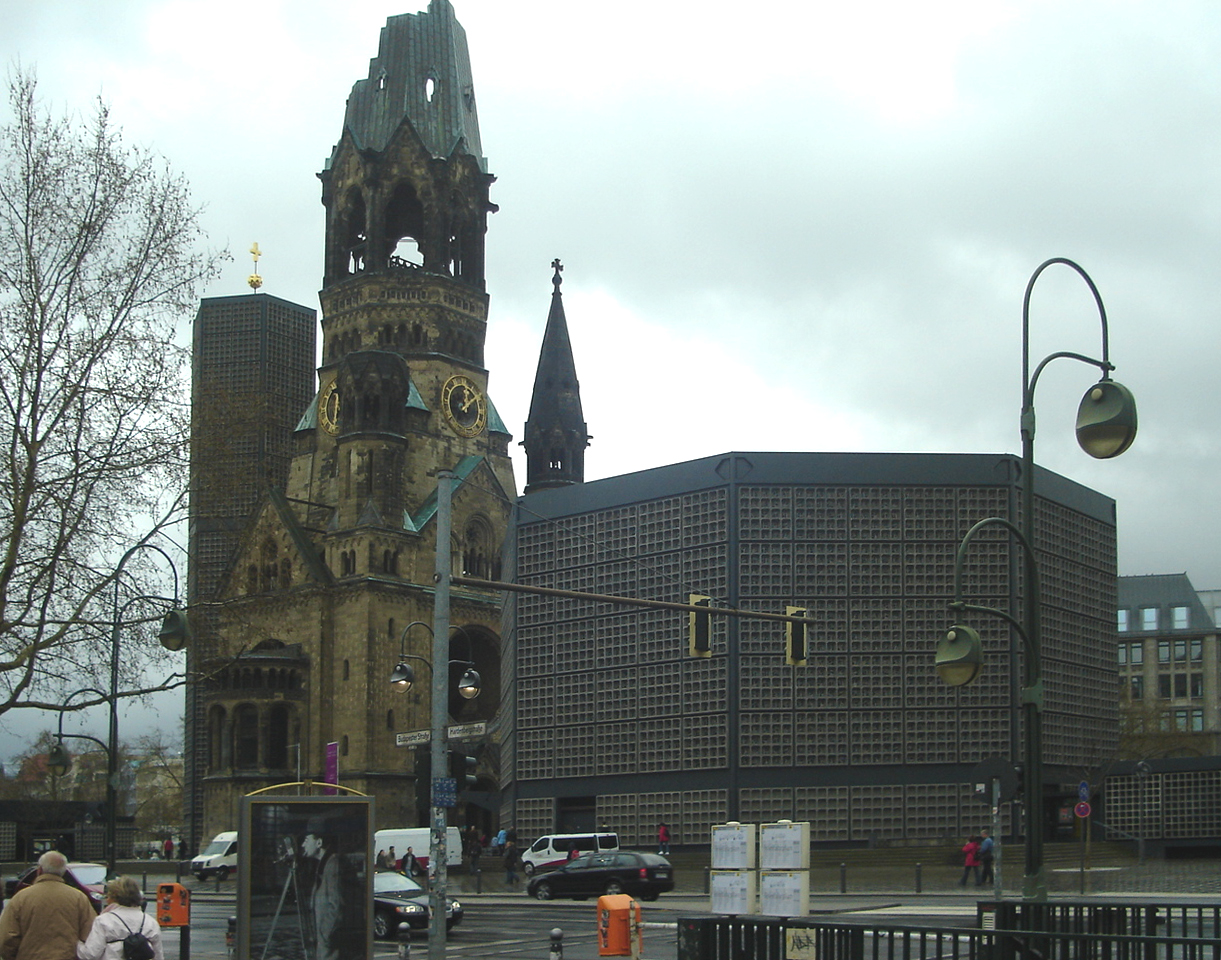
Kaiser-Wilhelm-Gedächtniskirche

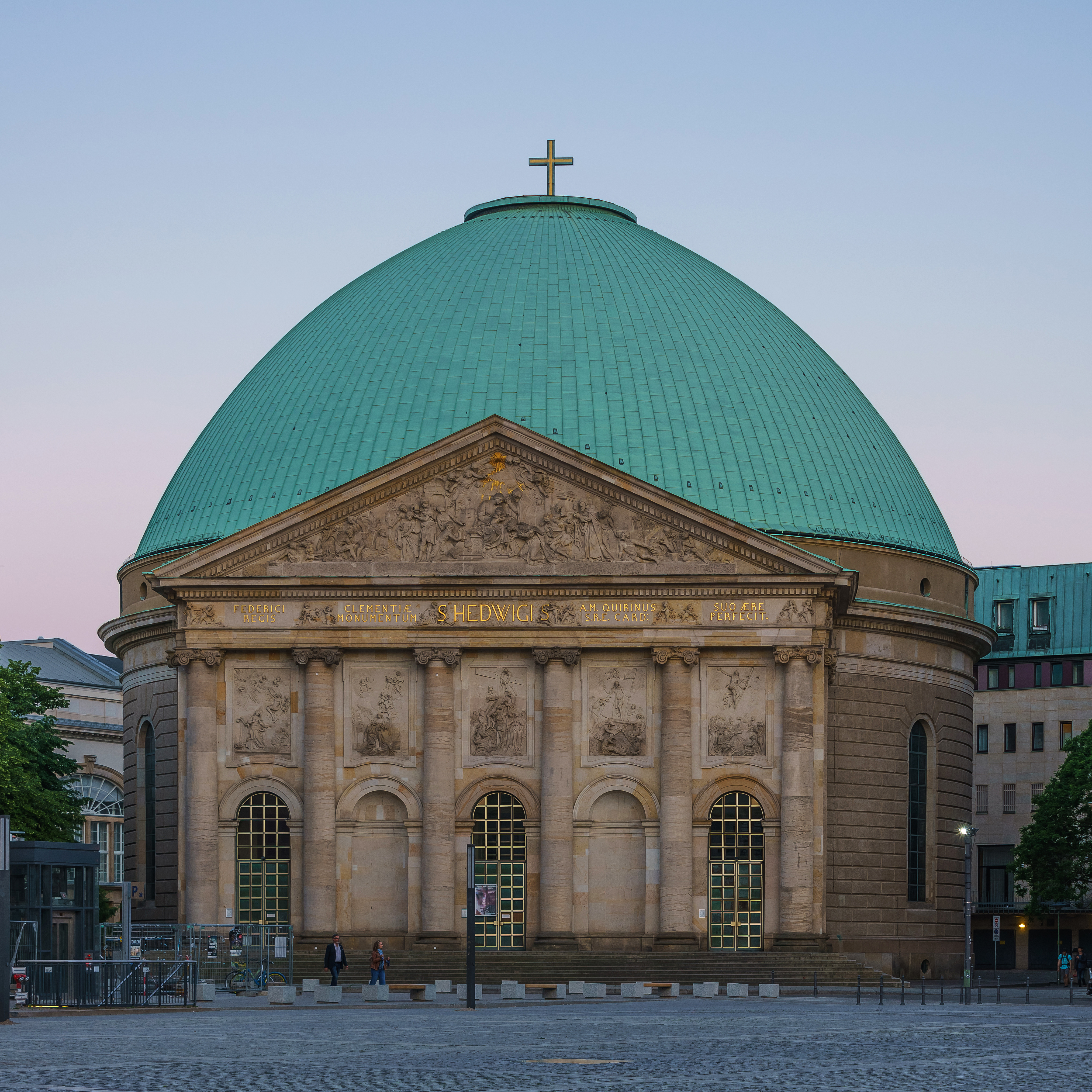
Sint-Hedwigskathedraal

- Bethaniëkerk, kerkruïne in Weißensee
- Bethlehemskerk (Dorpskerk van Rixdorf), kerk in Neukölln
- Deutscher Dom, kerk aan de Gendarmenmarkt in Mitte uit 1708
- Dom van Berlijn, kerk op het Museumsinsel uit 1905
- Dorpskerk Pankow, kerk in Pankow uit de 15e eeuw
- Dorpskerk Staaken, kerk in Staaken uit 1442
- Emmaüskerk, kerk in Kreuzberg uit 1893
- Französischer Dom, kerk aan de Gendarmenmarkt in Mitte uit 1705
- Friedrichswerdersche Kirche, kerk in Mitte uit 1831
- Heilandskerk, kerk in Moabit uit 1894
- Heilig Hartkerk, kerk in Tegel uit 1906
- Heilig Kruiskerk, kerk in Kreuzberg uit 1888
- Heilige Geestkapel, kapel in Mitte uit circa 1300
- Kaiser-Wilhelm-Gedächtniskirche, zeer bekende zwaarbeschadigde kerk in Charlottenburg uit 1895
- Kapelle der Versöhnung, kerk uit 2000 op de voormalige plaats van de Versöhnungskirche
- Kerk aan de Stölpchensee, voormalige dorpskerk van Stolpe in het Wannsee uit 1859
- Kerk aan de Südstern, kerk in Kreuzberg uit 1897
- Marienkirche, kerk in Mitte nabij het Alexanderplatz, uit de 13e eeuw
- Nieuwe Nazarethkerk, kerk van de Nazarethgemeente in Wedding uit 1893
- Nikolaikirche, oudste kerk van Berlijn uit de 15e eeuw
- Onze-Lieve-Vrouwekerk, kerk in Kreuzberg uit 1906
- Opstandingskathedraal, Russisch-orthodoxe kerk in Wilmersdorf uit 1938
- Oude Nazarethkerk, voorstadkerk van architect Karl Friedrich Schinkel uit 1835
- Pauluskerk, kerk in Zehlendorf uit 1905
- Sint-Bonifatiuskerk, kerk in Kreuzberg uit 1907
- Sint-Elisabethkerk, voorstadkerk van architect Karl Friedrich Schinkel uit 1830
- Sint-Hedwigskathedraal, de bisschopskerk van Aartsbisdom Berlijn uit 1773
- Sint-Johannesbasiliek, grootste rooms-katholieke kerk van Berlijn in Neukölln
- Sint-Johanneskerk, voorstadkerk van architect Karl Friedrich Schinkel uit 1835
- Sint-Joriskerk, kerk in Pankow uit 1909
- Sint-Lodewijkskerk, kerk in Wilmersdorf uit 1897
- Sint-Michaëlkerk, een van de oudste katholieke kerken van Berlijn uit 1859
- Sint Pauluskerk (Gesundbrunnen), kerk in Gesundbrunnen uit 1835
- Sint Pauluskerk (Moabit), kerk in Moabit uit 1893
- Sint-Petrus-en-Pauluskerk, kerk in Wannsee uit 1837
- Sint-Thomaskerk, kerk in Mitte uit 1869
- Slotkerk, kerk in Buch uit 1736
- Sophiekerk, kerk in Mitte uit 1713
- Verlosserskerk, kerk in Victoriastadt uit 1892

## Bruggen

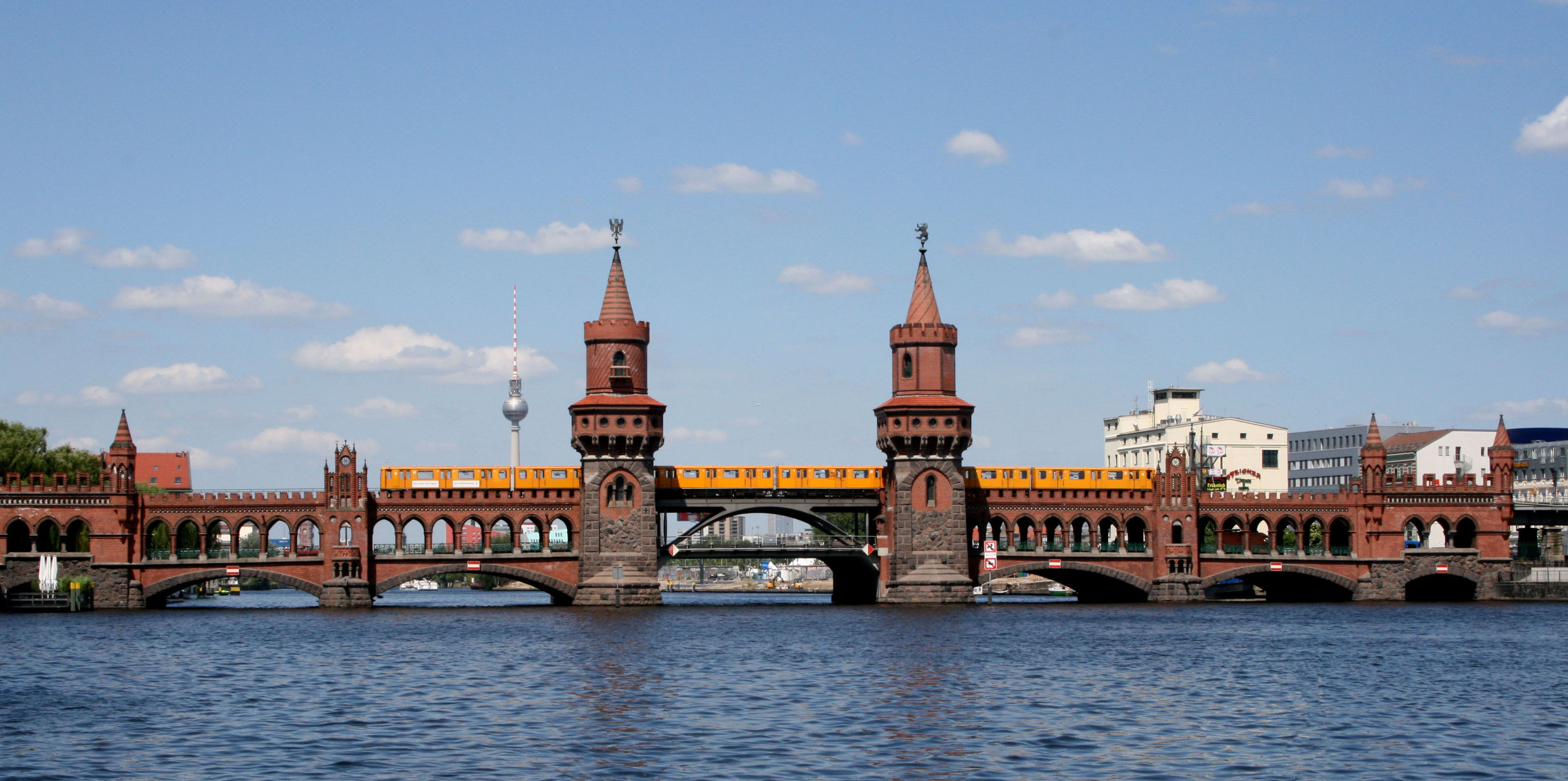
Oberbaumbrücke

- Friedrichsbrücke, voetgangersbrug over de Spree tussen Alt-Berlin en Cölln
- Glienicker Brücke, brug over de Havel wereldwijd bekend door de agentenruil op 11 februari 1968
- Liebknechtbrücke, brug over de Spree langs de Lustgarten naar Alexanderplatz
- Oberbaumbrücke, auto- en spoorbrug over de Spree tussen Kreuzberg en Friedrichshain
- Rathausbrücke, brug over de Spree tussen Spree-eiland en Cölln, onderdeel van de Rathausstraße
- Schloßbrücke, brug over de Spree tussen Museumsinsel en Friedrichstadt

## Dierentuinen
- Tierpark Berlin Friedrichsfelde, dierentuin in het stadsdeel Lichtenberg
- Zoologischer Garten Berlin, dierentuin in het stadsdeel Charlottenburg

## Parken
- Botanischer Garten Berlin, een van de grootste botanische tuinen ter wereld
- Erholungspark Marzahn, een publiek park in Marzahn
- Ernst-Thälmann-Park, park in het midden van het Prenzlauer Berg district
- Fritz Schloß Park, park in het stadsdeel Moabit
- Goethepark, publiek park in het stadsdeel Wedding
- Görlitzer Park, park en recreatiegebied in stadsdeel Kreuzberg
- Großer Tiergarten, het grootste park van de stad in het district Mitte
- Großer Wannsee, meer in het westen van de stad met omliggend park
- Kleiner Tiergarten, park in het district Mitte
- Mauerpark, langgerekt park op de voormalig plaats van de Berlijnse Muur
- Monbijoupark, park in Mitte
- Lustgarten, park op het Museumsinsel in Mitte
- Park Glienicke, Engelse landschapstuin in het zuidwesten van de stad
- Pfaueninsel, eiland en landschapspark in Wannsee
- Schlosspark Schoenhausen, park rond een barokpaleis
- Tempelhofer Feld, voormalig vliegveld
- Teufelsberg, heuvel in het voormalige West-Berlijn in het noorden van het Grunewald
- Treptower Park, groot park aan de oever van de Spree in Adlershof
- Viktoriapark, stadspark in de wijk Kreuzberg
- Volkspark Friedrichshain, park en recreatiegebied in de wijk Friedrichshain
- Volkspark Humboldthain, het in het stadsdeel Gesundbrunnen
- Volkspark Mariendorf, een park in het stadsdeel Mariendorf
- Weißer See, meer in het westen van de stad met omliggend park
- Weinbergspark, enige stadspark in stadsdeel Mitte

## Monument
- Airlift monument, monument op het Platz der Luftbrücke ter nagedachtenis aan de Berlijnse luchtbrug
- Beethoven-Haydn-Mozart Memorial, herdenkingsmonument voor de componisten van de Eerste Weense School
- Bismarck-Nationaldenkmal, monument in Tiergarten ter ere van Otto von Bismarck
- Brandenburger Tor, belangrijkste poort van Berlijn
- Checkpoint Charlie, controlepost in de voormalige Berlijnse Muur
- East Side Gallery, stuk van de Berlijnse Muur beschilderd door kunstenaars
- Gedenkstätte Berliner Mauer, herinneringsmonument van de Berlijnse Muur en de doden die hierbij zijn gevallen
- Holocaustmonument, monument ter herdenking van de Holocaust
- Marx-Engels Forum, publiek park in Mitte genoemd naar Karl Marx en Friedrich Engels
- Molecule Man, serie aluminium kunstwerken in de Spree
- Neue Wache (Nieuwe Wacht), bouwwerk aan de Unter den Linden
- Platz des 9. November 1989 / Grensovergang Bornholmerstrasse, Eerste grensovergang waar Oost-Berlijners in 1989 vrij naar West-Berlijn heen konden.
- Ruiterstandbeeld van Frederik de Grote, ruiterstandbeeld aan de Unter den Linden
- Siegessäule, erezuil op de Großer Stern in de Großer Tiergarten
- Sowjetisches Ehrenmal, monument voor het herdenken van omgekomen soldaten van het Rode Leger

## Evenementen
- Berlin Fashion Week
- ILA Berlin Air Show
- Internationale Funkausstellung Berlin
- Lollapalooza
- Marathon van Berlijn
- Halve marathon van Berlijn
- 25 km van Berlijn
- re:publica